# FV433 Abbot SPG
L'FV433 Abbot è stato un semovente d'artiglieria impiegato dal British Army, all'interno del quale venne ufficialmente designato Gun Equipment 105 mm L109 (Abbot). Il nome "Abbot" continuò lo stile britannico iniziato durante la seconda guerra mondiale di denominare i semoventi di artiglieria con nomi ecclesiastici.

## Storia

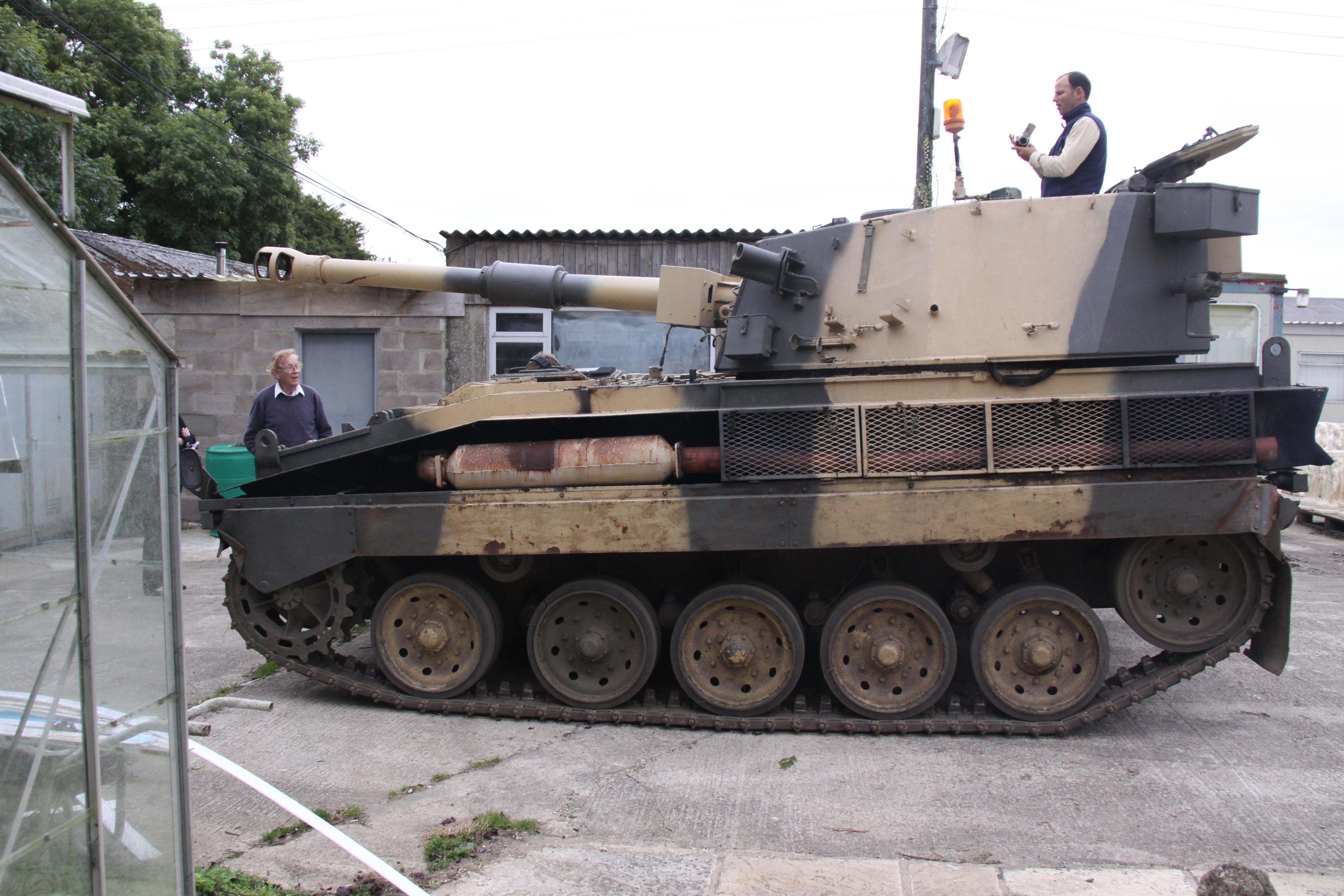
Un semovente FV433.

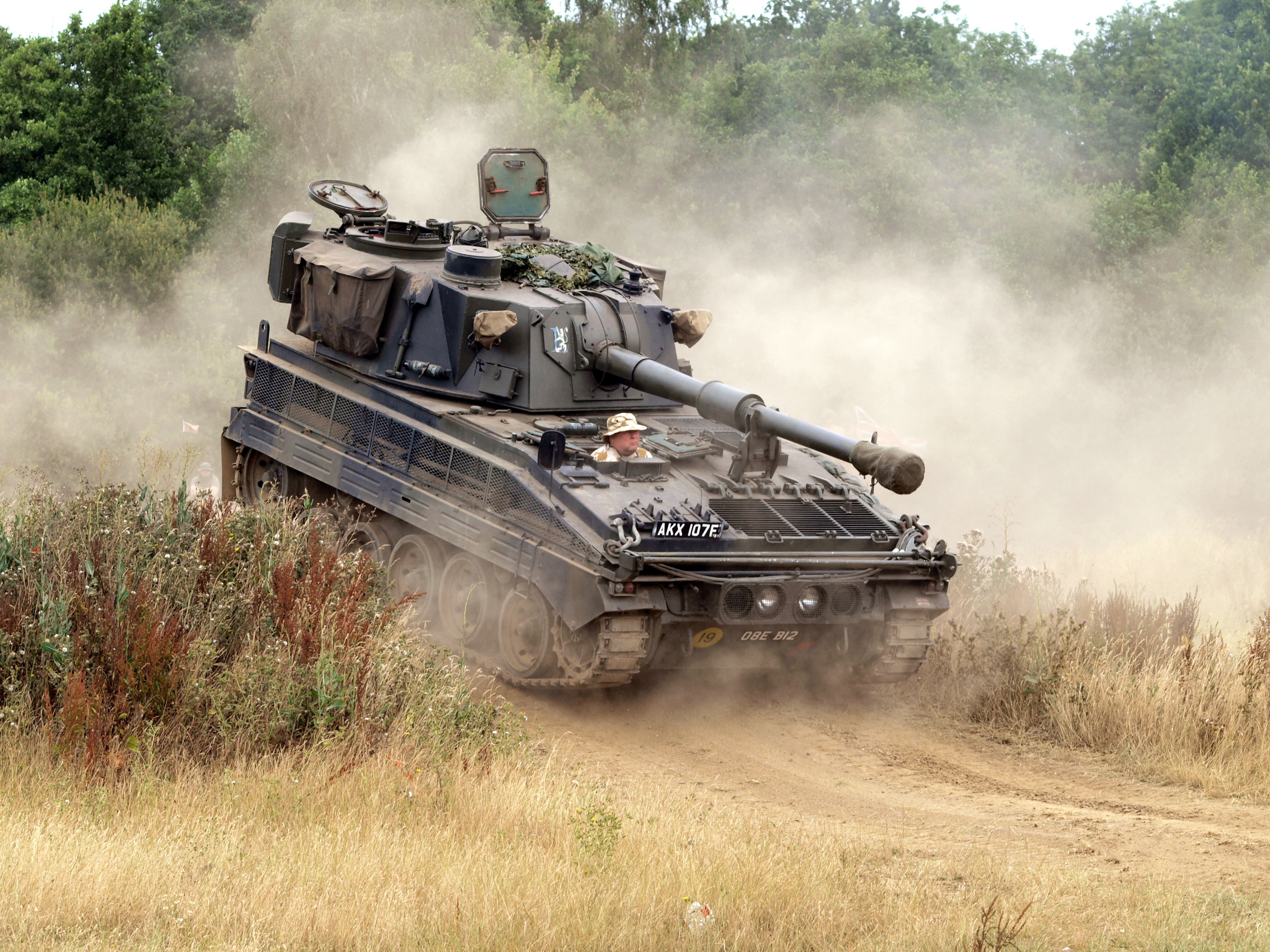
Un semovente d'artiglieria FV433 Abbot in movimento.

Subito dopo la fine della seconda guerra mondiale il semovente d'artiglieria standard del British Army era il Sexton, progettato e costruito in Canada, utilizzante un cannone da 88,27 mm. Per la sua sostituzione furono progettati e costruiti vari prototipi di cannoni semoventi utilizzanti lo scafo del carro armato Centurion, uno utilizzante un cannone da 88,27 mm e uno un cannone da 140 mm. Questi non erano calibri utilizzati in ambito NATO negli anni cinquanta del XX secolo, che allora si stava standardizzando sui pezzi da 105 e 155 mm. A causa di ciò la NATO acquistò il semovente statunitensi M44, mentre l'esercito britannico preferì un prodotto dell'industria nazionale un pezzo in calibro 105 mm, e motore, trasmissione e sospensioni del veicolo corazzato semovente da trasporto truppe FV432. La Vickers Elswick ottenne un contratto per la realizzazione di 12 prototipi, sei con motore a benzina e sei con motore diesel. Il nuovo veicolo fu designato FV433 Abbot, la produzione di serie si svolse tra il 1964 e il 1967 e riguardò un totale di 146 velivoli per l'esercito britannico e 80 per quello indiano.

## Descrizione tecnica
Lo scafo e la torretta sono costruite in piastre d'acciaio saldato al fine di assicurare la protezione dei serventi e dell'equipaggio dai colpi esplosi da armi portatili o dalle schegge dei proietti d'artiglieria. Il pilota è posizionato nella parte anteriore sinistra dello scafo, con alla sua destra il propulsore. La torretta è posizionata sulla parte posteriore dello scafo, con il capopezzo e il cannoniere posizionati nella parte destra, mentre a sinistra si trova il caricatore. Il capopezzo dispone di una propria cupola di osservazione, mentre per alimentare il caricatore vi sono dei portelli posti nella parte superiore della torretta. Nella parte posteriore vi è un portello che può essere anche utilizzato per il rifornimento delle munizioni. Il mezzo è dotato di completa protezione NBC e di fari di guida all'infrarosso.
L'armamento è costituito da un cannone Royal Ordnace Factory Nottingham L13A1 in calibro 105 mm, dotato di freno di bocca a doppio deflettore, un evacuatore di fumo e un otturatore semiautomatico. Il brandeggio nel settore azimutale è sui 360°, mentre l'elevazione, a comando manuale, varia tra i -5° e i +70°. Il cannone ha una gittata massima di 17.000 metri, ed impiega i seguenti tipi di munizioni  a carica separata (cartoccio-bossolo):
- HE (alto esplosivo)
- HESH (alto esplosivo con ogiva plastica)
- SH/PRACT (da esercitazione con ogiva plastica)
- Nebbiogeni (di tre tipi)
- Illuminante

Il veicolo può trasportare a bordo 40 colpi, e rifornito da un veicolo anfibio ad alta mobilità 6x6 Alvis Stalwart, dotato anch'esso di protezione NBC, che trasporta altri 200 colpi in pallette precaricate. Un fucile mitragliatore Bren da 7,62 mm a disposizione del capopezzo ed è utilizzabile in funzione antiaerea. Tre lancianebbiogeni a comando elettrico sono posti su ciascun lato della torretta.
L'apparato propulsore è costituito da un motore policarburante Rolls-Royce K60 Mk 4G a 6 cilindri, erogante la potenza di 243 CV (79 kW). Il mezzo può superare un gradino di 0,609 m e una trincea di 2.057 m. Il treno di rotolamento è costituito da 5 ruote doppie d'appoggio, una ruota motrice dentata anteriore, una dentata posteriore folle e 2 ruote di sostegno.

## Impiego operativo
L'esercito britannico lo immise in servizio nel marzo 1966, assegnandolo ai reggimenti di artiglieria, ognuno dotato di tre batterie su 6 pezzi cadauna. In ambito NATO venne utilizzato della British Army of the Rhine (BAOR), e inoltre dalla scuola di artiglieria di Larkhill (Wiltshire) e dalla zona di addestramento dell'esercito britannico (British Army Training Unit Suffield, o BATUS) di Suffield (provincia di Alberta, Canada). Per la sua sostituzione fu valutato inizialmente considerato il progetto del semovente SP-70, che fu poi abbandonato, e nel 1992 il British Army iniziò la sua sostituzione con il semovente AS-90 che terminò nel 1995.

### India
L'Indian Army ha acquistato 68 veicoli nella versione base "Value Engineered Abbot" che non dispone di vari accessori, tra cui il telone di galleggiamento, il comando elettrico del brandeggio della torretta, il sistema di protezione NBC e l'apparecchiatura per la visione notturna. Gli altri 12 sono uguali a quelli dell'esercito inglese.

## Paesi utilizzatori
Regno Unito
- British Army

- Indian Army

### Annotazioni
1. ↑  La sua designazione corretta era "Gun Equipment 105mm L109 (Abbot)". Tuttavia il suffisso L109 fu poco usato, probabilmente per evitare confusione con il semovente M109 da 155 mm che entrò in servizio nel Regno Unito all'incirca nello stesso periodo.
2. ↑  Le munizioni sono impiegate anche dal cannone leggero da 105 mm Royal Ordnace Factory Nottingham.

### Fonti
1. ↑  Skaarup 2011, p. 178.
2. 1 2 3 4 5 6 7 8 9 10 11 12  Drago, Boroli 1992-94, p. 23.
3. 1 2 3  Global Security.